# Кукеч
Кукеч (словен. Kukeč, мађ. Újkökényes) је насељено место у општини Горњи Петровци, Помурска регија, Словенија.

## Историја
До територијалне реорганизације у Словенији био је у саставу старе општине Мурска Собота.

## Становништво
У попису становништва из 2011. године, Кукеч је имао 66 становника.
| Број становника према пописима | Број становника према пописима | Број становника према пописима |
| ------------------------------ | ------------------------------ | ------------------------------ |
| 1991                           | 2002                           | 2011                           |
| 91                             | 63                             | 66                             |